# حادث كنيسة القديسين
تفجير كنيسة القديسين، تفجير استهدف كنيسة القديسين مار مرقص الرسول والبابا بطرس خاتم الشهداء بمنطقة سيدي بشر بمدينة الإسكندرية المصرية صباح السبت 1 يناير 2011 في الساعة 12:20 عشية احتفالات رأس السنة الميلادية. وكان تنظيم القاعدة في بلاد الرافدين قد استهدف كنيسة سيدة النجاة ببغداد سابقاً، وهدد الكنيسة القبطية في مصر بنفس المصير إن لم تطلق سراح كاميليا شحاتة ووفاء قسطنطين. وإثر الانفجار تجمهر مئات المسيحيين أمام المسجد المقابل للكنيسة بغية اقتحامه.

## تورط وزير الداخلية
وبعد الثورة المصرية ظهرت على صفحات الجرائد المصرية مستندات -لم يتسنّ التأكد من صحتها- تجزم بضلوع وزير الداخلية المصري آنذاك حبيب العادلي في التفجير وتكليفه القيادة رقم 77 ببحث القيام بعمل من شأنه تكتيف الأقباط واخماد احتجاجتهم وتهدئة نبرة البابا شنودة اتجاه القيادة السياسية. وأن التفجير جرى بالتعاون بين الداخلية وأحد المعتقلين النافذين في الجماعات المتطرفة ويدعى أحمد محمد خالد.

## جنازة الضحايا
أقيمت جنازة الضحايا في دير الشهيد العظيم مار مينا العجائبي بمريوط، على بعد حوالي كم غرب الإسكندرية. وحضر الجنازة ما بين 5000 و 10000 شخص، وجميعهم رفضوا بشدة تعازي الرئيس حسني مبارك وهتفوا «لا! لا! لا!» كما حاول المطران يوانس أن يشكر مبارك على تعازيه وتصريحه بخصوص التفجير.
بالإضافة إلى المطران يوانس، قام البابا شنودة الثالث بتفويض المطران باخوميوس لرئاسة جنازة من قتلوا في الإسكندرية.

## وصلات خارجية
- الجريدة - متابعة إخبارية لحظة بلحظة لتفجيرات الإسكندرية